# Guaraí
Guaraí este un oraș în Tocantins (TO), Brazilia.